# Mahattat al-Hassan
Mahattat al-Hassan – wieś w Syrii, w muhafazie Aleppo. W 2004 roku liczyła 1033 mieszkańców.